# Waas Gramser
Waas Gramser is een Belgisch actrice en toneelmaakster.

## Carrière
Gramser is sinds 1991 met Kris Van Trier als duo actief op het toneel. Sinds 2006 spelen ze onafhankelijk van elkaar onder de naam Comp.Marius. Gramser produceerde reeds bij verschillende theaterhuizen de volgende producties:
- 1991-1993: STAN
- 1994-1996: Guy Cassiers als Maten
- 1997-2005: De onderneming.

### Producties (auteur)
Van de onderstaande producties was Gramser de auteur.
- Jan, Scenes uit 't leven op het land. (1989)
- Achter de canapé/Yvonne op
- Marius
- Regain/Nagras(1993)
- Mazurka (1993)
- Te Paard: eerste lezing(1998)
- Baf! Don Quichotte komt af! (1998)
- Marius (2000)
- Marius/Fanny/César (2002)
- Macht der gewoonte (2003)
- La République des Rêves (Republiek der Dromen) (2005)
- Republiek der Dromen(2006)
- De Sunshine Boys(2006)
- Marius, Fanny & César: La trilogie (2006)
- Kleine ondervraging (2006)
- Manon van Jean van Florette (2006)
- Regain
- Figaro: De barbier van Sevilla of De nutteloze voorzorgsmaatregelen (1775) (2014)